# Tirespor Kulübü
Il Tirespor Kulübü è una società calcistica di Tire che nel 2013-2014 milita in Amatör Futbol Ligleri la sesta lega calcistica turca. I colori sociali del club sono il giallo-nero.

## Stadio
Il club gioca le gare casalinghe al Ramiz Turan Stadyumu che ha una capacità di 5000 posti a sedere.

## Campionati
- TFF 1. Lig: 1973-1983
- TFF 2. Lig: 1970-1973, 1984-1992
- Bölgesel Amatör Lig: 1983-1984
- Amatör Futbol Ligleri: 1992

## Palmarès

### Competizioni nazionali
- TFF 3. Lig: 1

1972-1973

### Competizioni regionali
- Bölgesel Amatör Lig: 1

2013-2014